# Jean I. de Grailly
Jean I. de Grailly († um 1303) war ein aus Savoyen stammender Adliger, der dem englischen König Eduard I. als Beamter, Diplomat und Militär diente. Er war der Stammvater des Hauses Grailly.

Wappen de Graillys

## Herkunft und Eintritt in die Dienste der englischen Könige
Jean de Grailly stammte aus Savoyen, wo er wohl die Herrschaft über die Burg von Grilly am Genfersee besaß. Im Gefolge des Grafen Peter von Savoyen, der mit der englischen Königin Eleonore von der Provence verwandt war, kam er im Jahr 1252 an den englischen Königshof. Seit dem Jahr 1262 gehörte er dem Haushalt des Kronprinzen Eduard an, von dem er 1266 zum Seneschall der Gascogne ernannt wurde. Die Gascogne war als Lehen der französischen Könige im Besitz der englischen Könige. Dort erhielt Grailly mit der Burg Bénauges ein eigenes Lehen, in dessen Nähe er im Jahr 1281 die Bastide Cadillac gründete. Im Jahr 1268 wurde er als Seneschall abgelöst.

## Teilnahme am Kreuzzug und Tätigkeit als Diplomat
Ab dem Jahr 1270 nahm Jean an der Seite Eduards an dessen Kreuzzug in das Heilige Land teil. Dort übernahm er zwischen 1272 und 1278 das Amt des Seneschalls von Jerusalem, womit der militärische Oberbefehl über die christlichen Truppen verbunden war. Zurück in Frankreich wurde er im Jahr 1278 als Nachfolger des glücklosen Luke de Tany erneut Seneschall der Gascogne. Zusammen mit William de Valence diente er im Jahr 1279 als englischer Gesandter im Königreich Kastilien, wo die beiden einen Waffenstillstand zwischen dem Thronprätendenten Sancho und dessen Neffen Alfonso de la Cerda vermittelten. Anschließend war Grailly an den Verhandlungen mit dem französischen König Philipp III. beteiligt, die 1279 zum Vertrag von Amiens führten. Im Herbst des Jahres 1281 nahm er mit Edmund of Cornwall an einem Treffen in Mâcon teil, um ein von der französischen Königinwitwe Margarete, einer Schwester der englischen Königin Eleonore, angestrebtes Bündnis gegen ihren Schwager Karl von Anjou zu schließen, was jedoch scheiterte.

## Erneute Tätigkeit als Seneschall der Gascogne
Gemäß dem Vertrag von Amiens (1279) war das Agenais wieder an den englischen König gefallen. Gegen diesen Wechsel von der französischen zur englischen Herrschaft und vor allem gegen die Gerichtshoheit des englischen Königs leisteten die lokalen Fürsten und sonstigen Machthaber Widerstand, weshalb sie sich an das Parlement von Paris wandten. Weiterer Streit entstand um die Grafschaft Bigorre, die Eduard nach dem Tod von Graf Esquivaut im Jahr 1283 als heimgefallenes Lehen einziehen wollte. Esquivauts Schwester beanspruchte das Bigorre für sich und wandte sich an das Parlement. Um den Standpunkt des englischen Königs in diesem Prozess vertreten zu können, wurde Grailly im Jahr 1283 vom englischen König Eduard I. zum Lieutenant ernannt, während John de Vaux das Amt des Seneschalls übernahm. In der Gascogne wurde Grailly in weitere Streitigkeiten verwickelt, unter anderem in einen Streit von Bischof Dominique de Manx von Bayonne gegen die Bürger der Stadt. Vor allem gegen die Rechtsprechung von Grailly gab es in der Gascogne zunehmenden Widerstand, weshalb der englische König im Jahr 1285 den Juristen Bonet de St Quentin in die Gascogne schickte, um Graillys Rechtsprechung zu untersuchen. Das Ergebnis dieser Untersuchung ist nicht bekannt, doch nach März 1286 wurde Grailly als Lieutenant abgelöst, als Eduard I. selbst in die Gascogne kam. Grailly fiel jedoch zunächst nicht in Ungnade, sondern wurde als englischer Gesandter nach Aragón geschickt. Nach seiner Rückkehr im Jahr 1287 musste er sich jedoch wegen Missbrauch der königlichen Gerichtsbarkeit vor einem Gericht verantworten, dem Bischof William Middleton von Norwich vorsaß und dem weiter der Kanzler Robert Burnell, Otton de Grandson, John de Vescy und der Earl of Lincoln angehörten. Grailly wurde für schuldig befunden, wurde jedoch offenbar nicht allzu schwer bestraft. Seine Karriere in der Gascogne war jedoch beendet.
Während seiner Tätigkeit in der Gascogne hatte Grailly mehrere Bastiden gegründet: Cadillac und Miramont (1281), Valence (1283), Vianne, Monpazier und Molières (1284), Beauregard und Sainte-Livrade (1289) u. a.

## Erneuter Kreuzzug und späteres Leben
Grailly überließ seinen Besitz dort seinem Sohn Pierre und begleitete Otton de Grandson, einen ebenfalls aus Savoyen stammenden Vertrauten des englischen Königs, als dieser erneut ins Heilige Land reiste. Dort scheiterte der Versuch, das von den Mameluken belagerte Tripolis zu entsetzen. Anschließend reiste Grailly nach Rom, um von Papst Nikolaus IV. Unterstützung für die Christen im Heiligen Land zu erhalten. Ein Aufruf des Papstes an die Herrscher Europas fand aber nur wenig Resonanz, lediglich einige lombardische und toskanische Söldner konnten gewonnen werden. Diese verursachten bei ihrer Ankunft in Akkon jedoch ein Massaker an der muslimischen Bevölkerung, was als Vorwand für die Mameluken diente, im Jahr 1291 Akkon zu belagern. Grailly gehörte zusammen mit Otton de Grandson und einem kleinen englischen Kontingent zu den Verteidigern der Stadt. Schwer verwundet konnte sich Grailly zusammen mit Grandson kurz vor der Eroberung der Stadt auf ein venezianisches Schiff flüchten, das sie nach Zypern brachte. Grailly kehrte nach England zurück. Während des Schottischen Unabhängigkeitskriegs nahm er im Jahr 1296 am Feldzug Eduards I. nach Schottland teil. Danach kehrte Grailly in seine Heimat Grilly zurück. Seine Nachkommen spielten während des Hundertjährigen Krieges noch eine Rolle und stiegen zum hohen Adel Frankreichs auf.